# Wim van Gelder (PvdA)
Willem Johannes van Gelder (Baarn, 25 augustus 1947) is een voormalig Nederlands Tweede Kamerlid voor de Partij van de Arbeid (PvdA).
Wim van Gelder studeerde economie aan de Universiteit van Amsterdam. In 1974 werd hij voor de PvdA lid van de Utrechtse gemeenteraad. Voor hij Kamerlid werd, werkte Van Gelder bij de Wiardi Beckman Stichting en was hij penningmeester van de Dienstenbond FNV. Van 3 juni 1986 tot 19 mei 1998 was hij als PvdA-Tweede Kamerlid woordvoerder voor onder meer het industriebeleid, beroepsonderwijs, hoger en wetenschappelijk onderwijs en technologie- en wetenschapsbeleid.
Na twaalf jaar in de Tweede Kamer werkte hij zeven jaar bij Het Expertise Centrum. Daarna volgden enige jaren bij adviesbureau B & A, bij het HPBO (denktank voor het beroepsonderwijs) en als onafhankelijk consultant.
Van Gelder was voorzitter van het bestuur van het CINOP (Centrum voor Innovatie van Opleidingen), lid van de raad van toezicht Albeda College te Rotterdam en lid van de raad van toezicht van de Hogeschool voor de Kunsten Utrecht (HKU).
Na het lidmaatschap van de raad van toezicht van AxionContinu in Utrecht, werd hij later voorzitter van de daaraan gelieerde vriendenstichting.
In Utrecht was Van Gelder voorzitter van het COSBO (Centraal Orgaan Samenwerkende Ouderenbonden, voorloper van U op Leeftijd) belangenbehartiger van ouderen, van het Volksbuurtmuseum en van de raad van toezicht van U-Stal.  
In 2023 werd Wim van Gelder – zelf eigenaar van een huis aan de gracht met zo’n typisch Utrechtse werfkelder –  voorzitter van de vereniging De Utrechtse Werfkelders (DUW). De gemeente Utrecht had onderhoudsplannen voor de honderden eeuwenoude werfkelders. Opdracht voor de DUW: de communicatie op gang brengen en houden tussen de eigenaren van de kelders en de gemeente.
- Parlement.com: vg09llo5quxn